# Градина (Фојница)
Градина је насељено место у Босни и Херцеговини у општини Фојница. Административно припада Федерацији Босне и Херцеговине, односно њеном Средњобосанском кантону. Према попису становништва из 2013. у насељу је било 33 становника, а већинску популацију у насељу чинили су Бошњаци.

## Становништво
По последњем службеном попису становништва из 2013. године у насељу је живело 33 становника, а село је било етнички хомогено са већинском бошњачком  популацијом.
| Националност | 2013. | 1991.        | 1981.        | 1971.        |
| Бошњаци      | —     | 159 (97,36%) | 0            | 0            |
| Хрвати       | —     | 20 (10,99%)  | 138 (99,28%) | 115 (100,0%) |
| Срби         | —     | 0            | 1 (0,71%)    | 0            |
| Југословени  | —     | 3 (1,64%)    | 0            | 0            |
| Укупно       | 33    | 182          | 139          | 115          |